# Congresso di Rastatt
Il Congresso di Rastatt, o Rastadt, (28 novembre 1797 – 23 aprile 1799) fu una conseguenza del Trattato di Campoformio (17 ottobre 1797) del quale avrebbe dovuto definire alcuni accordi di massima rimasti nel vago ed in particolare la destinazione dei territori sulla riva sinistra del Reno alla Repubblica francese e si tenne a Rastatt, cittadina del Margraviato del Baden.

## Antefatto
In effetti l'imperatore Francesco II aveva partecipato alla prima guerra di coalizione in qualità di Re di Ungheria ed Arciduca d'Austria ed era stato sconfitto ed in tale veste aveva rinunciato ad alcuni suoi territori ereditari. Inoltre aveva promesso di cedere anche i territori sulla riva sinistra del Reno che appartenevano tuttavia al Sacro Romano Impero. Il risarcimento ai feudatari delle località cedute (fra i quali anche quelli della famiglia dei Metternich) sarebbe avvenuto a spese delle proprietà delle signorie ecclesiastiche, che sarebbero state secolarizzate, come era successo alla conclusione della Guerra dei trent'anni e quindi di quelle dei principi-vescovi che stavano sulla riva destra del Reno. Questo indirizzo “faceva gioco” ai francesi che, oltre a realizzare l'obiettivo secolarizzante già attuato in Francia, riuscivano a mettere l'un contro l'altro i già litigiosi signorotti tedeschi, con l'evidente indebolimento del fronte del Sacro Romano Impero.

## Il congresso
Francesco II era rappresentato da tre diplomatici, ciascuno a diverso titolo:
- il conte Franz Georg von Metternich, che lo rappresentava in quanto Imperatore del Sacro Romano Impero; egli si portò dietro, con l'incarico di segretario particolare, il venticinquenne figlio Klemens, in seguito Cancelliere (nel corso del congresso venne nominato rappresentante ufficiale del collegio comitale cattolico della Vestfalia, regione di origine della famiglia);
- il conte Johann Philipp von Cobenzl, che lo rappresentava come re d'Ungheria e Boemia;
- Ludwig Konrad Lehrbach, che lo rappresentava come Arciduca d'Austria.

Gli interessi di queste tre figure non erano sempre coincidenti, né coincidevano con quelle delle altre rappresentanze non francesi, il che andava a tutto vantaggio di questi ultimi.
Questi inviarono una delegazione (mentre Napoleone fece solo una fuggevole comparsa) costituita da:
- Bonnier d'Arco, ex presidente del tribunale di Montpellier prima della Rivoluzione francese, poi deputato all'Assemblea Legislativa e quindi alla Convenzione (ove aveva votato per la condanna a morte del re Luigi XVI), che aveva già partecipato ai negoziati di Lilla con l'Inghilterra,
- Jean-Baptiste Teilhard, rimpiazzato poi da Jean Antoine Debry, anche lui deputato della Convenzione che votò la condanna del re, relatore del rapporto per l'annessione alla Francia di Mulhouse (verrà annessa alla Francia con l'omonimo trattato il 28 gennaio 1798) e di Ginevra (annessa il 19 agosto 1798),
- Claude Roberjot, prete spretato e deputato supplente alla Convenzione, accompagnati dal segretario generale Rosenstiel.

I delegati francesi si presentarono vestiti alla moda rivoluzionaria francese con marsine dozzinali, ampi calzoni, scarpe sporche e capelli lunghi ed incolti che uscivano di sotto a cappellacci a larghe falde con tanto di coccarda rossa, cosa che urtò parecchio le altre delegazioni, vestite ancora con abiti tradizionali e parrucche. Così li descrive il futuro cancelliere austriaco Klemens von Metternich: «Sono sempre tappati nei loro appartamenti [anche se risulta che non disdegnassero i numerosi incontri conviviali e gli spettacoli che sempre facevano da contorno a quei tempi alle riunioni internazionali quando non ne prendevano, nei momenti di impasse, il posto] e sono più selvaggi degli orsi bianchi».
Le direttive impartite ai delegati francesi furono quelle conseguenti ad una decisione di perseguire una politica di dominio: «Il Trattato di Campoformio è solo un fatto preliminare e sarà presto superato: l'Impero dovrà accettare per forza nuove modifiche».
Avendo già per conto loro Austria e Prussia come potenze più importanti conclusa la pace con la Francia, i delegati dell'Impero non poterono far altro che conformarsi ad accordi già presi ed il loro compito si limitava a decidere quale principe dovesse essere risarcito e quali beni ecclesiastici secolarizzati come massa patrimoniale a disposizione. Tanto che un delegato poté affermare: «Il Congresso pare una Borsa di commercio». Mentre le delegazioni austriaca e prussiana si dimostrarono molto accomodanti.
Tutto ciò fece sì che i lavori si trascinassero stancamente sfilacciandosi in lunghe diatribe.
La delegazione svedese era guidata dal conte Hans Axel von Fersen, l'amante dell'infelice regina Maria Antonietta, il quale, essendo considerato il rappresentante del vecchio regime, si sentì profondamente oltraggiato da Napoleone.

## Il tragico epilogo
Sembra che i delegati francesi avessero avuto fin dall'inizio l'incarico riservato di destare sentimenti ostili all'Austria, approfittando dell'immunità diplomatica, e di osservare e riferire sui movimenti di truppe. Questa attività fu scoperta e così gli sforzi di pace tra francesi ed austriaci cessarono ed i rapporti si raffreddarono immediatamente.
Il 10 marzo 1799 l'Arciduca Carlo, comandante in capo dell'esercito austriaco, intimò a tutti i diplomatici francesi di lasciare il Paese ed il 17 dello stesso mese il colonnello Barbaczy ordinò al suo reggimento di ussari di circondare la zona del congresso e di perquisire tutti i corrieri diplomatici francesi e requisirne i documenti segreti.

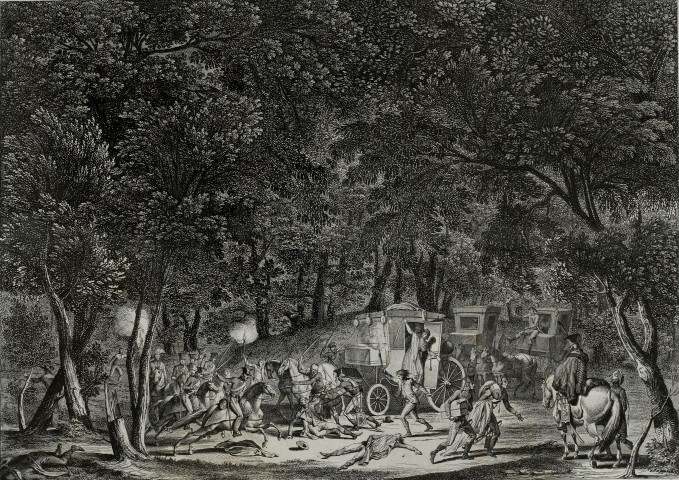
Incisione di plenipotenziari assassinati nella foresta.
(Museo della Rivoluzione francese).

Georg von Metternich lasciò il congresso il 22 aprile dichiarando: «Poiché ora la neutralità del Congresso è venuta meno, nemmeno i francesi si intratterranno più a lungo». Tuttavia Talleyrand ordinò ai suoi ministri di proseguire nell'attività spionistica. Il 22 aprile fu tenuta l'ultima riunione ed il giorno dopo se ne andarono anche gli altri rappresentanti diplomatici ad esclusione dei francesi, per cui il colonnello Barbaczy dichiarò ufficialmente di non poter più garantire a questi ultimi la sicurezza personale. Il giorno 28 egli occupo militarmente la località e diede ai francesi l'intimazione di andarsene entro le 24 ore, alla quale essi obbedirono nella notte stessa.
Ciò che successe dopo non fu mai ben chiarito. Bonnier e Roberjot furono uccisi nei pressi della città mentre Debry e Rosenstiel riuscirono a fuggire. Le loro carte furono recapitate prima all'Arciduca Carlo a Vienna, quindi furono riportate a Strasburgo. Bonnier e Roberjot furono seppelliti già il 29 in Rastatt ed il colonnello Barbaczy promise di investigare sull'accaduto e di arrestare gli assassini. L'Arciduca Carlo istituì il 1º maggio una commissione d'inchiesta che si stabilì a Villingen nella Foresta Nera sotto la presidenza del conte von Spock. Il suo lavoro segreto durò circa sei mesi e terminò con una notizia di stampa che il risultato dei lavori era stato inviato a Vienna, ove se ne persero le tracce.
Il colonnello Barbaczy fu arrestato con alcuni soldati che si erano vantati del fatto ma poco dopo fu rimesso in libertà e promosso maggior generale. I prussiani accusarono l'Austria di aver ordinato l'uccisione dei due rappresentanti francesi. Un'azione penale per omicidio a scopo di rapina fu presto insabbiata. Il congresso interrotto non fu più ripreso anche a causa della formazione della seconda coalizione in quanto questa faceva venire meno i motivi dell'istituzione del congresso. Secondo le rivelazioni di Maria Carolina D'Absburgo (sic) in punto di morte, "sedussi coll'oro e colle carezze un colonnello degli Usseri imperiali e lo decisi ad assassinare i plenipotenziari della repubblica francese inviati al congresso di Rastadt e così feci svanire ogni speranza di pace..."